# Kloss' gibbon
Kloss' gibbon (Hylobates klossii), er en truet primat i gibbonfamilien. Den kendetegnes ved, at dens pels er helt sort, og minder om siamangen, men er betydeligt mindre og mangler siamangens karakteristiske halspung. Kloss' gibbon har en størrelse på 44 til 63 cm og vejer højst 6 kg. Som det er tilfældet for alle gibboner, har de lange arme og ingen hale. Hanner og hunner er hos Kloss' gibbon er svære at skelne.

## Udbredelse
Kloss' gibbon lever udelukkende på Mentawaiøerne, der ligger vest for Sumatra. Mentawaiøerne består af fire hovedøer, der er en del af en øgruppe. Disse øer er hjemsted for mange sjældne endemiske arter. Kloss' gibbon er aktiv om dagen i regnskoven på øerne. Den hænger i træerne med sine lange arme og kommer sjældent ned til jorden, og svinger eller springer derfor hvis de skal krydse forhindringer som for eksempel floder. Som alle arter af gibboner lever de sammen i par, der hver råder over et territorium på ca. 20 til 30 hektar. Dette område forsvares heftigt mod andre gibboner. Kloss' gibbon spiser hovedsageligt frugter, men spiser også af og til andre planter, fugleæg, insekter og små hvirveldyr.

## Kommunikation
Kloss' gibbon er unik, fordi hannerne og hunnerne ikke synger på samme tidspunkt. Hannerne synger før solen står op, mens hunnerne først synger, når solen er stået op. Hunnernes kald er unikke og har små variationer i de forskellige stadier af kaldet. De kald, som hunnerne laver, kan give andre Kloss' gibbonner information om deres position i et træ.

## Reproduktion
Kloss' gibbon og andre gibboners reproduktionscyklus minder meget om hinanden. Hvert andet til tredje år kan hunnen føde en enkelt unge (med en drægtighedsperiode på syv måneder). Ungerne stopper med at die når de er omkring halvandet til to år gamle og er fuldt kønsmodne når de er cirka syv år gamle. Deres forventede levetid er omkring 25 år i naturen og op til 40 år i fangenskab. Kloss' gibboner er monogame, hvilket betyder at den beholder den samme partner hele sit liv. Hannerne bruger deres territorium til at tiltrække og bejle til mulige partnere. Territorier er ofte omstridte, og Kloss' gibboner forsvarer deres territorier med aggression og trusler. Når en han og en hun har fundet sammen, forsvarer de deres territorium sammen, og de parrer sig først, efter at hunnen vurderer, at hannen er i stand til at forsvare et passende territorium.

## Føde
Kloss' gibbon er kræsen og spiser aldrig overmoden frugt. En kloss' gibbon spiser frugt, blade, skud og insekter. Kloss' gibbons yndlingsfrugt er figner, men de spiser dem sjældent, da figner er sjældne på Mentawai-øerne.

## Adfærd
Når Kloss' gibboner bliver observeret af menneskelige forskere, tilpasser de sig og bliver gradvist mindre bange. Når Kloss' gibboner har vænnet sig til mennesker, vil de ikke flygte, når de bliver observeret. Kloss' gibboner som ikke har vænnet sig til mennesker udviser nogle gange en advarselsadfærd, hvor en han laver et advarselskald og tiltrækker sig selv opmærksomhed, mens andre medlemmer af hans flok kan flygte. Kloss' gibboners adfærd hjælper dem desuden med at undgå mennesker der vil jage dem. Hunnerne synger sjældnere end hannerne, og hannerne synger kun ved daggry, når det er for mørkt til at mennesker kan jage dem. Kloss' gibbon udviser heller ikke særlig meget social adfærd som for eksempel leg, muligvis for at gøre dem sværere for jægere at finde.

## Bevaringsstatus
Kloss' gibbon er i fare for at uddø. Kloss' gibbon er klassificeret som truet af IUCN (2021). Nylige skøn konkluderer, at der er omkring 20.000 til 25.000 vilde Kloss' gibboner tilbage i naturen, og antallet er faldende. I løbet af de sidste 25 år er antallet af Kloss' gibboner halveret. Kloss' gibbon har ingen fjender i naturen. Mennesker er Kloss' gibbonens største trussel. Indfødte folk på Mentawaiøerne dræber Kloss' gibbon og andre endemiske primater. Globalisering og industrialisering på Mentawaiøerne er med til at nedbryde den regnskov, som Kloss gibboner lever i. Veje på øerne og indførelse af luftgeværer gør det meget lettere for de indfødte at dræbe Kloss gibboner. Kloss' gibbon tilbringer størstedelen af sin tid i trækronerne, og kræver  uforstyrrede, urskove for at leve optimalt. Kloss' gibbon er i fare på grund af skovrydning på Mentawaiøerne. Bevaringsaktivister har fokuseret på at forbedre Kloss' gibbons levested og beskytte og bevare de urskove som de har brug for. Lokale myndigheder har samarbejdet med globale organisationer såsom UNESCO for at øge bevidstheden, og for at øge mængden af beskyttede områder på Mentawaiøerne.